# Segmentina molytes
Segmentina molytes е вид охлюв от семейство Planorbidae. Видът не е застрашен от изчезване.

## Разпространение и местообитание
Разпространен е в Австрия, Албания, Андора, Белгия, Босна и Херцеговина, България, Ватикана, Великобритания (Северна Ирландия), Германия, Гибралтар, Гърнси, Гърция, Джърси, Ирландия, Испания, Италия, Казахстан, Латвия, Литва, Лихтенщайн, Люксембург, Малта, Ман, Монако, Нидерландия, Полша, Португалия, Северна Македония, Румъния, Русия (Алтай и Западен Сибир), Сан Марино, Словакия, Словения, Сърбия (Косово), Унгария, Франция, Хърватия, Черна гора, Чехия и Швейцария.
Обитава сладководни басейни и реки.